# 上海科技館駅
上海科技館駅（シャンハイかぎかん-えき）は、中華人民共和国上海市浦東新区にある、上海軌道交通（地下鉄）2号線の駅。

## 歴史
- 1999年9月20日 - 楊高南路駅（中国語：杨高南路站）の駅名で開業[1][2][3]。
- 2002年12月 - 現在の上海科技館駅に改名[4]。

## 駅構造

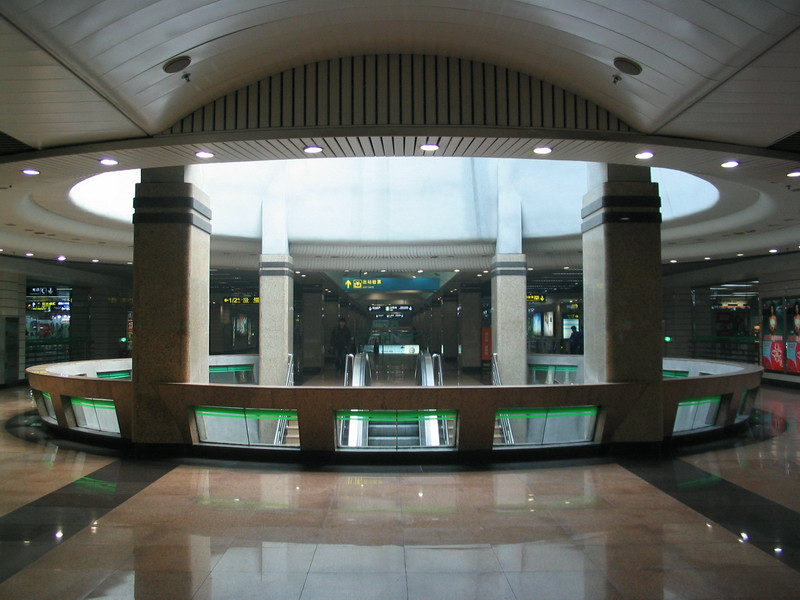
吹き抜けのあるコンコース

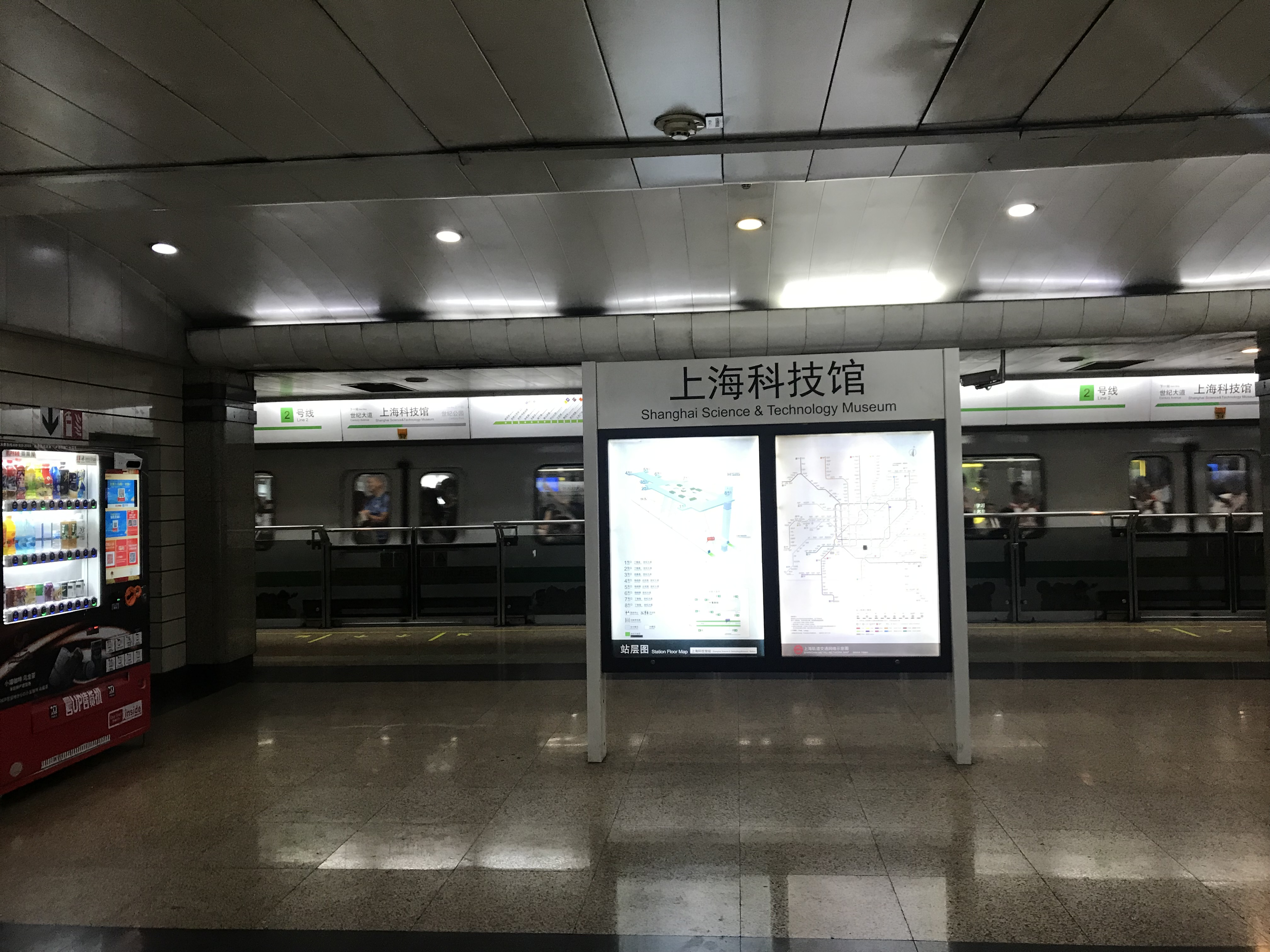
プラットホーム

世紀広場の地下にある地下駅。地下1階が改札階、地下2階がホーム階の構造となっている。ホームは島式1面2線を有しており、可動式ホーム柵を設置している。改札階コンコースは一部自然光が取り入れられるような構造になっている。上海科学技術館と直結し、地下街には衣料品市場などショッピングモールを形成している。出口は1〜8の8箇所ある。

### のりば
案内上ののりば番号は設定されていない。
| 番線   | 路線  | 行先                                 |
| ------ | ----- | ------------------------------------ |
| 西方向 | 2号線 | 世紀大道・人民広場・国家会展中心方面 |
| 東方向 | 2号線 | 竜陽路・広蘭路・浦東1号2号航站楼方面 |

## 駅周辺

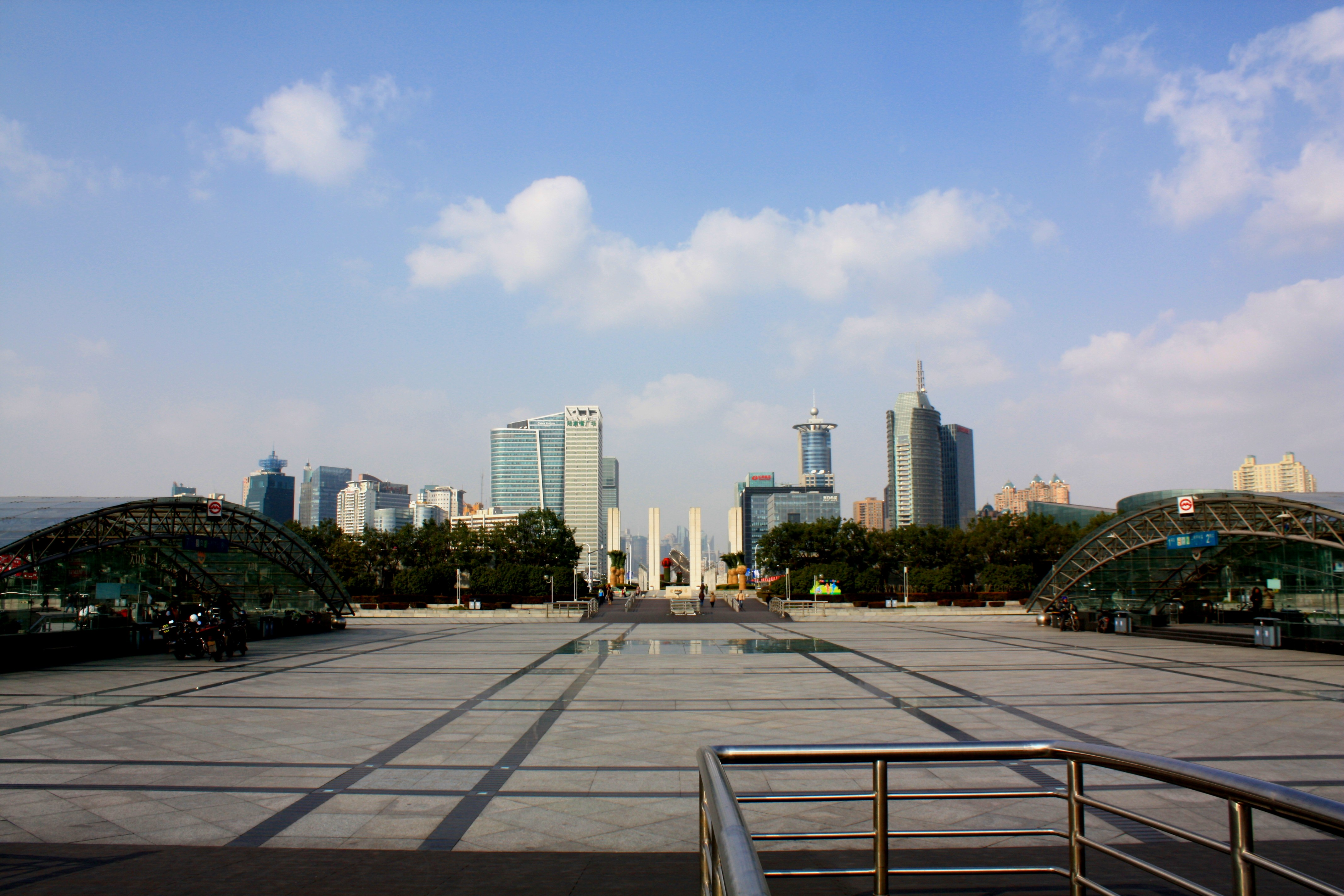
駅上の世紀広場

- 世紀広場（中国語版）
- 上海科学技術館
- 上海市浦東新区人民政府
- 服飾礼品市場
- 真珠城
- 世紀大道（中国語版）
- 世紀公園（中国語版）(駅地上の世紀広場と一体化している)
- 上海東方芸術センター
- 上海図書館東館（中国語版）
- 上海博物館東館
- 三菱商事（上海）有限公司
- 上海日本人学校 浦東校/高等部
- 陸家嘴中央公寓
- かじわら商店
- 東和公寓

## 隣の駅
上海軌道交通
 2号線
世紀大道駅 - 上海科技館駅 - 世紀公園駅